# Adansonia gregorii
Il baobab australiano (Adansonia gregorii F. Muell.), noto anche come albero bottiglia o boab, è un albero appartenente alla famiglia delle Malvacee (sottofamiglia Bombacoideae), endemico dell'Australia nord-orientale.
È l'unica specie australiana del genere Adansonia (le altre sono tutte originarie dell'Africa, specialmente del Madagascar).
L'epiteto specifico gregorii è stato dato in onore all'esploratore australiano Augustus Gregory.

## Descrizione
Si tratta di un albero di dimensioni medie, con un'altezza di circa 9–12 m. Il tronco è corto e molto largo: può raggiungere in casi eccezionali i 5 m di diametro. Questo può contenere molta acqua, da qui il nome comune di albero bottiglia; la corteccia è marrone-grigiastra e liscia
L'albero è spogliante e perde le foglie durante la stagione secca; all'arrivo delle piogge produce nuove foglie, disposte in modo alterno e divise fino a 7 foglioline di forma obovata. I fiori sono grandi, con petali bianco-crema oblunghi o spatolati; i frutti sono simili a capsule scure, contenenti semi simili a fagioli.

## Biologia
L'impollinazione è entomofila ed è mediata da specie di farfalle della famiglia Sphingidae.

## Usi
Gli aborigeni australiani si procuravano l'acqua da buchi scavati nel tronco; la polvere che riempie i baccelli che contengono i semi veniva usata come cibo. Talvolta incisioni o figure decorative sono state ritrovate sulla superficie dei frutti. Le foglie venivano usate come medicinale.